# فخر زمان
فَخَر زَمان نویسنده، سیاست‌مدار و روزنامه‌نگار پاکستانی است.
وی در زمان حکومت بی‌نظیر بوتو نماینده مجلس پاکستان بود و اکنون رهبر حزب خلق پاکستان (PPP) است.
از دیگر منصب‌های او ریاست فرهنگستان ادب پاکستان و کمیسیون ملی تاریخ و فرهنگ است.
فخر زمان ۱۸ کتاب منتشر کرده که به سه زبان اردو، پنجابی (زبان مادری او) و انگلیسی نوشته شده‌اند.
پنج کتاب پنجابی او در سال ۱۹۷۸ میلادی توسط رژیم نظامی ممنوع اعلام شد.
وی پس از کودتای ۵ ژوئیه ۱۹۷۷ و اعلام دیکتاتوری نظامی در پاکستان، به زندان افتاد و کتاب‌هایش ممنوع شدند. چهار کتاب او پس از ۱۸ سال اجازه انتشار یافتند.
از آثار مهم او که به چندین زبان دیگر نیز ترجمه شده‌اند می‌توان به رمان‌های زیر اشاره کرد:
- زندانی
- هفت گم‌شده
- داستان مرد مرده
- بی‌وطن
- خوارتبار (The low born)
- بیگانه